# Kabinett Jasper II
Das Kabinett Jasper II bildete die Landesregierung des Freistaates Braunschweig 1922–1924.
| Kabinett Jasper II – 23. Mai 1922 bis 24. Dezember 1924 \| Amt \| Name \| Partei \| \| ------------------------------- \| --------------------------------------------------------------------------------------------- \| -------- \| \| Ministerpräsident \| Heinrich Jasper \| SPD \| \| Arbeit \| Gustav Steinbrecher \| SPD \| \| Inneres, Polizei und Wirtschaft \| Heinrich Rönneburg \| DDP \| \| Finanzen und Volksbildung \| Rudolf Kaefer bis 13. Juli 1922 Heinrich Jasper beauftragt \| DVP SPD \| \| Justiz \| Heinrich Jasper (beauftragt) Ewald Vogtherr 28. Dezember 1922–13. Februar 1923 Otto Grotewohl \| SPD USPD \| |                                                                                               |          |
| Amt | Name                                                                                          | Partei   |
| Ministerpräsident | Heinrich Jasper                                                                               | SPD      |
| Arbeit | Gustav Steinbrecher                                                                           | SPD      |
| Inneres, Polizei und Wirtschaft | Heinrich Rönneburg                                                                            | DDP      |
| Finanzen und Volksbildung | Rudolf Kaefer bis 13. Juli 1922 Heinrich Jasper beauftragt                                    | DVP SPD  |
| Justiz | Heinrich Jasper (beauftragt) Ewald Vogtherr 28. Dezember 1922–13. Februar 1923 Otto Grotewohl | SPD USPD |